# Kubok SSSR 1955
La Kubok SSSR 1955 fu la 16ª edizione del trofeo. Vide la vittoria finale della CDSA Mosca, al suo quarto titolo.

## Formula
Come nella precedente edizione furono ammesse a partecipare alla competizione non solo le 44 partecipanti alle due serie del campionato (12 di Klass A e 32 di Klass B), ma anche le 18 formazioni vincitrici delle varie coppe delle repubbliche costituenti l'Unione Sovietica (sedici repubbliche più le città di Leningrado e di Mosca):
- ODO Tallinn (RSS Estone);
- ODO Petrozavodsk (RSS Carelo-Finlandese);
- KPI Kaunas (RSS Lituana);
- Sarkanais Metalurgs (RSS Lettone);
- Burevestnik Minsk (RSS Bielorussa);
- Mašinostroitel' Kiev (RSS Ucraina);
- KSChI Kišinëv[1] (RSS Moldava);
- Dinamo Kutaisi (RSS Georgiana).
- Krasnoe Znamja Leninakan (RSS Armena);
- DO Baku (RSS Azera);
- Dinamo Čimkent (RSS Kazaka);
- Spartak Tashkent (RSS Uzbeka);
- Spartak Frunze (RSS Kirghiza);
- DOSA Krasnovodsk[2] (RSS Turkmena);
- Kryl'ja Sovetov-3 Mosca (città di Mosca);
- Avangard Leningrado (città di Leningrado);
- Metallurg Leninabad[3] (RSS Tagika);
- Khabarovsk (RSSF Russa).

Il torneo fu diviso in due fasi: la prima era divisa in base geografica in quattro zone, in ciascuno dei quali erano disputati quattro turni. Ciascuna zona dava l'accesso ad una sola squadra. A questa fase parteciparono le vincitrici dei tornei statali e le squadre iscritte alla Klass B 1955.
Nella seconda fase entrarono in scena le 12 squadre della Klass A 1955: erano previsti quattro turni, anche questi con gare di sola andata e tempi supplementari, ma non rigori: in caso di parità si ricorreva al replay, disputato il giorno seguente sul medesimo terreno di gioco.
Molte gare furono disputate in campo neutro; semifinali e finale furono disputate nello Stadio Dinamo (Mosca).

## Prima fase

### Zona 1

#### Primo turno
Le gare furono disputate tra il 14 e il 24 giugno 1955.
| Squadra 1            | Risultato   | Squadra 2                |
| -------------------- | ----------- | ------------------------ |
| Città di Krasnovodsk | [ 4 ]       | Avangard Sverdlovsk      |
| Voronež              | 2 – 1 (dts) | FShM Mosca               |
| Piščevik Odessa      | 5 – 1       | FShM Kiev                |
| Burevestnik Minsk    | 0 – 2       | Metalurh Zaporižžja      |
| Avangard Leningrado  | 1 – 2 (dts) | Spartak Užhorod          |
| Neftyanik Baku       | 3 – 2 (dts) | DO Baku                  |
| Burevestnik Kišinëv  | 8 – 0       | SelKhozInstitute Kišinëv |
| Sarkanais Metalurgs  | [ 5 ]       | Daugava Rīga             |

#### Quarti di finale
Le gare furono disputate tra l'1 e il 19 luglio 1955.
| Squadra 1           | Risultato   | Squadra 2            |
| ------------------- | ----------- | -------------------- |
| Neftyanik Baku      | 12 – 1      | Città di Krasnovodsk |
| Metalurh Zaporižžja | 2 – 1 (dts) | Sarkanais Metalurgs  |
| Voronež             | 4 – 2       | Burevestnik Kišinëv  |
| Spartak Užhorod     | 0 – 2 (dts) | Piščevik Odessa      |

#### Semifinale
Le gare furono disputate il 24 e il 25 luglio 1955.
| Squadra 1      | Risultato | Squadra 2           |
| -------------- | --------- | ------------------- |
| Neftyanik Baku | [ 6 ]     | Piščevik Odessa     |
| Voronež        | 1 – 0     | Metalurh Zaporižžja |

#### Finale
La gara fu disputata il 3 agosto.
| Squadra 1 | Risultato | Squadra 2      |
| --------- | --------- | -------------- |
| Voronež   | 0 – 1     | Neftyanik Baku |

### Zona 2

#### Turno preliminare
La gara fu disputata il 24 giugno.
| Squadra 1             | Risultato | Squadra 2            |
| --------------------- | --------- | -------------------- |
| Kryl'ja Sovetov Mosca | 1 – 2     | Città di Kaliningrad |

#### Primo turno
Le gare furono disputate tra il 14 e il 29 giugno 1955.
| Squadra 1            | Risultato   | Squadra 2                 |
| -------------------- | ----------- | ------------------------- |
| Metallurg Leninabad  | 1 – 7       | ODO Sverdlovsk            |
| ODO-Chabarovsk       | 3 – 4 (dts) | Krasnoe Znamja Ivanovo    |
| Spartak Kalinin      | 6 – 1       | FShM Minsk                |
| Mašinostroitel' Kiev | 1 – 2       | Metallurg Dnipropetrovs'k |
| ODO Tallinn          | 1 – 0       | Dünamo Tallinn            |
| Spartak Frunze       | 0 – 3       | Città di Molotov          |
| Spartak Samarcanda   | 1 – 10      | Spartak Tashkent          |
| Città di Kaliningrad | 2 – 0       | Avangard Chelyabinsk      |

#### Quarti di finale
Le gare furono disputate tra il 5 e il 20 luglio 1955.
| Squadra 1              | Risultato | Squadra 2                 |
| ---------------------- | --------- | ------------------------- |
| Spartak Kalinin        | 2 – 0     | Spartak Tashkent          |
| Città di Molotov       | 1 – 0     | ODO Sverdlovsk            |
| ODO Tallinn            | 0 – 3     | Metallurg Dnipropetrovs'k |
| Krasnoe Znamja Ivanovo | 1 – 0     | Città di Kaliningrad      |

#### Semifinale
Le gare furono disputate il 24 e il 25 luglio 1955.
| Squadra 1                 | Risultato | Squadra 2              |
| ------------------------- | --------- | ---------------------- |
| Metallurg Dnipropetrovs'k | 2 – 0     | Krasnoe Znamja Ivanovo |
| Città di Molotov          | 1 – 2     | Spartak Kalinin        |

#### Finale
La gara fu disputata il 30 luglio.
| Squadra 1                 | Risultato | Squadra 2       |
| ------------------------- | --------- | --------------- |
| Metallurg Dnipropetrovs'k | 0 – 1     | Spartak Kalinin |

### Zona 3

#### Primo turno
Le gare furono disputate tra l'1 e il 29 giugno 1955.
| Squadra 1            | Risultato | Squadra 2        |
| -------------------- | --------- | ---------------- |
| Šachter Stalinogorsk | 3 – 1     | Città di Stupino |
| KPI Kaunas           | 0 – 3     | Spartak Vilnius  |
| Urožaj Alma-Ata      | 3 – 1     | Dinamo Chimkent  |

#### Quarti di finale
Le gare furono disputate tra il 21 giugno e l'8 luglio 1955.
| Squadra 1            | Risultato | Squadra 2       |
| -------------------- | --------- | --------------- |
| Lokomotiv Charkiv    | 1 – 3     | Torpedo Gor'kij |
| Urožaj Alma-Ata      | 0 – 2     | Spartak Vilnius |
| Šachter Stalinogorsk | 2 – 0     | DOF Sebastopoli |
| Energija Saratov     | 5 – 0     | FShM Leningrado |

#### Semifinale
Le gare furono disputate il 21 luglio 1955.
| Squadra 1       | Risultato | Squadra 2            |
| --------------- | --------- | -------------------- |
| Spartak Vilnius | 2 – 1     | Šachter Stalinogorsk |
| Torpedo Gor'kij | 3 – 2     | Energija Saratov     |

#### Finale
La gara fu disputata il 2 agosto.
| Squadra 1       | Risultato | Squadra 2       |
| --------------- | --------- | --------------- |
| Spartak Vilnius | 1 – 0     | Torpedo Gor'kij |

### Zona 4

#### Primo turno
Le gare furono disputate tra il 22 giugno e il 6 luglio 1955.
| Squadra 1                 | Risultato | Squadra 2           |
| ------------------------- | --------- | ------------------- |
| Krasnoye Znamya Leninakan | [ 7 ]     | Spartak Erevan      |
| ODO Petrozavodsk          | 1 – 0     | Neftyanik Krasnodar |
| Dinamo Kutaisi            | 1 – 2     | ODO Tbilisi         |

#### Quarti di finale
Le gare furono disputate tra il 22 giugno e il 20 luglio 1955.
| Squadra 1                 | Risultato | Squadra 2           |
| ------------------------- | --------- | ------------------- |
| ODO Kiev                  | 2 – 0     | ODO Leopoli         |
| Krasnoye Znamya Leninakan | 0 – 1     | Torpedo Stalingrado |
| Torpedo Rostov            | 1 – 3     | FShM Tbilisi        |
| ODO Petrozavodsk          | 0 – 5     | ODO Tbilisi         |

#### Semifinale
Le gare furono disputate il 20 e il 25 luglio 1955.
| Squadra 1           | Risultato | Squadra 2   |
| ------------------- | --------- | ----------- |
| FShM Tbilisi        | 2 – 4     | ODO Kiev    |
| Torpedo Stalingrado | 1 – 0     | ODO Tbilisi |

#### Finale
La gara fu disputata il 3 agosto.
| Squadra 1 | Risultato | Squadra 2           |
| --------- | --------- | ------------------- |
| ODO Kiev  | [ 8 ]     | Torpedo Stalingrado |

## Fase finale

### Ottavi di finale
Le gare furono disputate tra il 25 maggio e l'8 settembre 1955.
| Squadra 1        | Risultato   | Squadra 2                   |
| ---------------- | ----------- | --------------------------- |
| Dinamo Mosca     | 2 – 0       | Trudovye Rezervy Leningrado |
| Torpedo Mosca    | 1 – 2       | Spartak Minsk               |
| Dinamo Tbilisi   | 3 – 2 (dts) | Dinamo Kiev                 |
| Zenit Leningrado | 2 – 3       | Lokomotiv Mosca             |
| CDSA Mosca       | 3 – 2       | Kryl'ja Sovetov Kujbyšev    |
| Spartak Kalinin  | 1 – 3       | Spartak Mosca               |
| ODO Kiev         | 3 – 2       | Šachtyor Stalino            |
| Spartak Vilnius  | 3 – 0       | Neftyanik Baku              |

### Quarti di finale
Le gare furono disputate tra il 16 settembre e l'8 ottobre 1955.
| Squadra 1      | Risultato   | Squadra 2       |
| -------------- | ----------- | --------------- |
| Spartak Minsk  | 0 – 1 (dts) | Lokomotiv Mosca |
| Dinamo Tbilisi | 0 – 1       | CDSA Mosca      |
| Spartak Mosca  | 3 – 1       | ODO Kiev        |
| Dinamo Mosca   | 2 – 0       | Spartak Vilnius |

### Semifinali
Le gare furono disputate l'11 e il 12 ottobre 1955.
| Squadra 1    | Risultato | Squadra 2       |
| ------------ | --------- | --------------- |
| CDSA Mosca   | 1 – 0     | Lokomotiv Mosca |
| Dinamo Mosca | 4 – 1     | Spartak Mosca   |

### Finale
| Mosca 20 ottobre 1955, ore ?:?                                      | CDSA Mosca | 2 – 1 referto | Dinamo Mosca | Stadio Dinamo (Mosca) (60000 spett.) |
| \| \| \| \| \| Agapov 10’, 31’ (rig.) \| Marcatori \| 20’ Ryžkin \| |            |               |              |                                      |
|                                                                     |            |               |              |                                      |
| Agapov 10’, 31’ (rig.)                                              | Marcatori  | 20’ Ryžkin    |              |                                      |